# Gábor Döbrentei

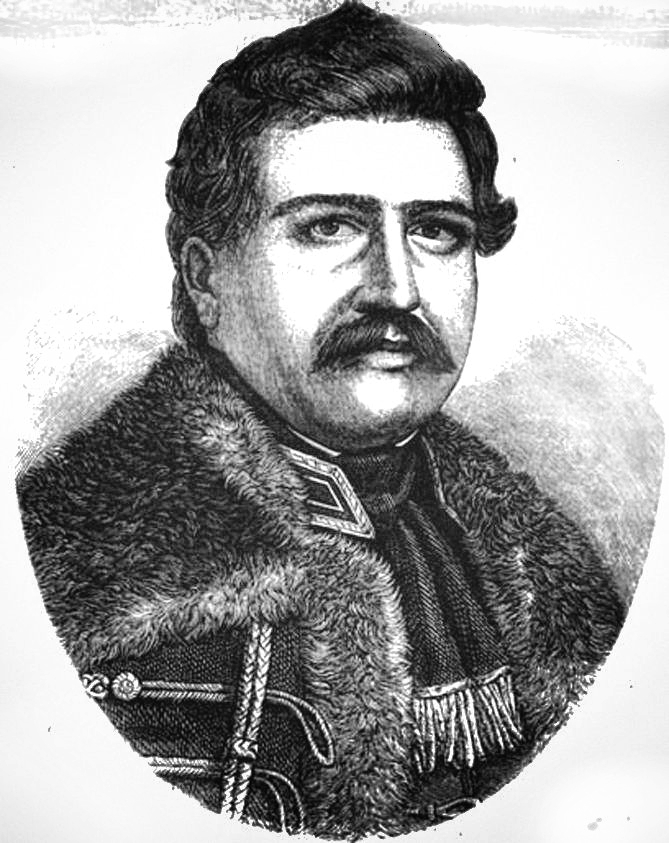
Gábor Döbrentei

Gábor Döbrentei, född 1 december 1785 i Somlószőlős, död 28 mars 1851 i Buda, var en ungersk skriftställare. 
Döbrentei blev 1834 rikskommissarie för distriktet Ofen och 1843 kungligt råd. Han var en av Ungerska akademiens stiftare, dess sekreterare 1831–34 och utgav enligt dess uppdrag en samling ungerska fornskrifter, "Régi magyar nyelvemlékek" (1838–42), samt utövade stort inflytande på det ungerska språket och litteraturen. Han författade flera dikter samt en mängd historiska och filologiska uppsatser, och han översatte skådespel av Friedrich Schiller, Molière och William Shakespeare.